# Comunalisme
El comunalisme designa qualsevol forma de vida en comunitat en què predomina la relació directa entre els seus integrants.
En antropologia, el terme ha estat usat en les anàlisis de la societat i la política a l'Índia fent referència a les formes locals de pertinença relacionades amb comunitats religioses o castes, en oposició a aquelles altres formes de pertinença associades amb les categories de nació o societat civil. Amb aquesta accepció, i fora de l'àmbit hindú, se sol utilitzar més aviat el mot «comunitarisme» (reivindicar la pertinença a una comunitat).
Segons Murray Bookchin, el terme «comunalisme» fou creat per Gustave Lefrançais durant la Comuna de París de 1871. Per a Bookchin, el comunalisme és «un sistema de govern estretament relacionat amb el municipalisme llibertari en què comunitats pràcticament autònomes es troben lliurement unides formant una federació». El comunalisme «no busca només transformar la vida política de la societat, sinó també la seva vida econòmica. Busca integrar els mitjans de producció en el dia a dia del municipi, de manera que cada iniciativa productiva es trobi dintre de l'esfera de l'assemblea local, i que aquesta decideixi com s'ha de desenvolupar el seu funcionament per a poder cobrir les necessitats i interessos de la comunitat en el seu conjunt».